# Melleville
Pour les articles homonymes, voir Melleville (homonymie).
Pour l’article ayant un titre homophone, voir Melville.
Melleville est une commune française située dans le département de la Seine-Maritime en région Normandie.

## Géographie
| Le Mesnil-Réaume | Monchy-sur-Eu | Millebosc  |
|                  | Melleville    | Guerville  |
| Villy-sur-Yères  |               | Grandcourt |

Cette commune du Petit Caux est desservie par les routes départementales 78 et 315. Par la route, elle se trouve à 7 km au sud-ouest de Gamaches .

### Hydrographie
La commune est située dans le bassin Seine-Normandie. Elle n'est drainée par aucun cours d'eau,.

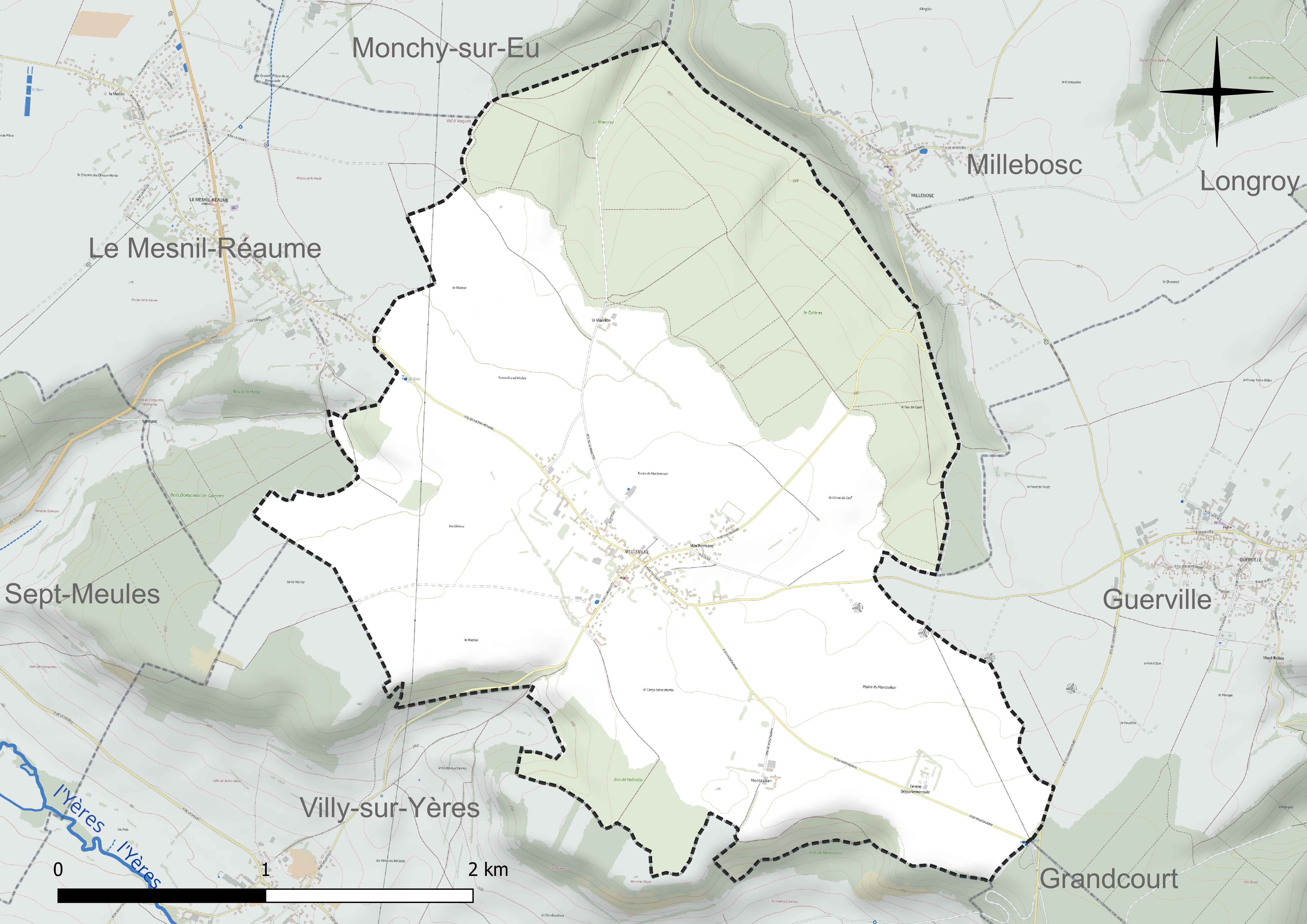
Réseau hydrographique de Melleville.

### Climat
Pour des articles plus généraux, voir Climat de la Normandie et Climat de la Seine-Maritime.
En 2010, le climat de la commune est de type climat océanique franc, selon une étude du CNRS s'appuyant sur une série de données couvrant la période 1971-2000. En 2020, Météo-France publie une typologie des climats de la France métropolitaine dans laquelle la commune est exposée à un climat océanique et est dans la région climatique Côtes de la Manche orientale, caractérisée par un faible ensoleillement (1 550 h/an) ; forte humidité de l’air (plus de 20 h/jour avec humidité relative > 80 % en hiver), vents forts fréquents. Parallèlement le GIEC normand, un groupe régional d’experts sur le climat, différencie quant à lui, dans une étude de 2020, trois grands types de climats pour la région Normandie, nuancés à une échelle plus fine par les facteurs géographiques locaux. La commune est, selon ce zonage, exposée à un « climat maritime », correspondant au Pays de Caux, frais, humide et pluvieux, légèrement plus frais que dans le Cotentin.
Pour la période 1971-2000, la température annuelle moyenne est de 10 °C, avec une amplitude thermique annuelle de 13,1 °C. Le cumul annuel moyen de précipitations est de 927 mm, avec 13,9 jours de précipitations en janvier et 8,8 jours en juillet. Pour la période 1991-2020, la température moyenne annuelle observée sur la station météorologique la plus proche, située sur la commune d'Oisemont à 21 km à vol d'oiseau, est de 11,1 °C et le cumul annuel moyen de précipitations est de 801,4 mm,. Pour l'avenir, les paramètres climatiques de la commune estimés pour 2050 selon différents scénarios d’émission de gaz à effet de serre sont consultables sur un site dédié publié par Météo-France en novembre 2022.

## Urbanisme

### Typologie
Au 1er janvier 2024, Melleville est catégorisée commune rurale à habitat dispersé, selon la nouvelle grille communale de densité à sept niveaux définie par l'Insee en 2022. Elle est située hors unité urbaine. Par ailleurs, la commune fait partie de l'aire d'attraction d'Eu, dont elle est une commune de la couronne,. Cette aire, qui regroupe 26 communes, est catégorisée dans les aires de moins de 50 000 habitants,.

### Occupation des sols
L'occupation des sols de la commune, telle qu'elle ressort de la base de données européenne d’occupation biophysique des sols Corine Land Cover (CLC), est marquée par l'importance des territoires agricoles (64,1 % en 2018), une proportion sensiblement équivalente à celle de 1990 (63,9 %). La répartition détaillée en 2018 est la suivante : terres arables (60,9 %), forêts (32,2 %), zones urbanisées (3,7 %), prairies (3,2 %). L'évolution de l’occupation des sols de la commune et de ses infrastructures peut être observée sur les différentes représentations cartographiques du territoire : la carte de Cassini (XVIIIe siècle), la carte d'état-major (1820-1866) et les cartes ou photos aériennes de l'IGN pour la période actuelle (1950 à aujourd'hui).

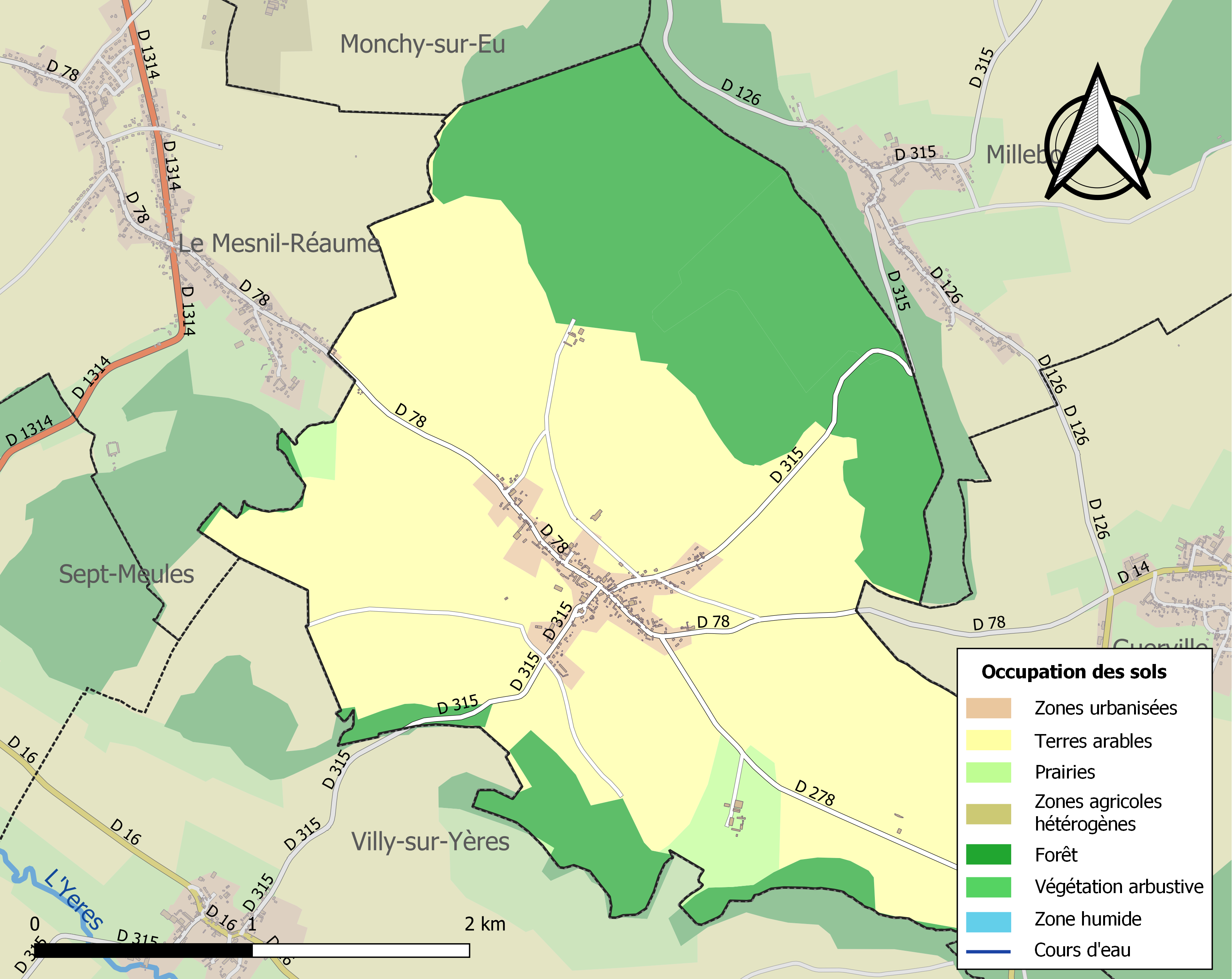
Carte des infrastructures et de l'occupation des sols de la commune en 2018 (CLC).

## Toponymie
La toute première mention de Melleville provient de manuscrits médiévaux et apparaît sous les formes Merlevilla, Mellevilla 1107, Merulevilla début XIIe siècle.
Nom en -ville « domaine rural » (< gallo-roman VILLA), dont le premier élément est un anthroponyme comme c'est le plus souvent le cas dans ce genre de formation toponymique. Il s'agit ici de *Merulus ou Merlus, cité par Marie-Thérèse Morlet, surnom de personnage, basé sur celui du merle. Par ailleurs, un Merolus fut évêque du Mans au VIIIe siècle.
On retrouve le même nom de personne dans Melleville (Eure, Merlevilla 1254) ou Marlemont (Ardennes, Merlemont 1248).
Une variante ayant pour désinence -o (influence des noms de type germanique) *Merlo / Merlinus explique en revanche Mélamare (Melonmare 1337) et s'est perpétuée dans les noms de famille Merlin, Meslin et Mellin

## Histoire
Depuis le début du XIIe siècle, nous connaissons le nom des seigneurs de Melleville. L'un d'entre eux, Nicolas de Saint-Ouen, est maire[Quoi ?] de la ville d'Eu de 1482 à 1487. Dans l'église de cette ville, un haut-relief orne la chapelle qu'il y possède.
Au XVIIe siècle, le territoire de Melleville constitue deux fiefs différents : le fief ou seigneurie de Melleville et le fief de Caudecotte (nom « anglo-norrois » Kaldkot. cf. GB Caldcott, désignant une « habitation froide »). À cette même époque, le moulin banal à vent disparaît et oblige les habitants à aller faire moudre leurs grains dans les villages voisins. Il est reconstruit, avant de disparaître de nouveau vers 1727.

## Politique et administration
| Période                                  | Période                    | Identité                     | Étiquette | Qualité                         |
| ---------------------------------------- | -------------------------- | ---------------------------- | --------- | ------------------------------- |
| Les données manquantes sont à compléter. |                            |                              |           |                                 |
|                                          |                            | Désiré Garçonnet             |           |                                 |
| mars 2001                                | mars 2008                  | Anne-Marie Frambost-Lavernot |           |                                 |
| mars 2008                                | En cours (au 10 août 2020) | Agnès Join                   |           | Réélue pour le mandat 2020-2026 |

## Population et société

### Démographie
L'évolution du nombre d'habitants est connue à travers les recensements de la population effectués dans la commune depuis 1793. Pour les communes de moins de 10 000 habitants, une enquête de recensement portant sur toute la population est réalisée tous les cinq ans, les populations de référence des années intermédiaires étant quant à elles estimées par interpolation ou extrapolation. Pour la commune, le premier recensement exhaustif entrant dans le cadre du nouveau dispositif a été réalisé en 2006.

En 2022, la commune comptait 261 habitants, en évolution de −1,14 % par rapport à 2016 (Seine-Maritime : +0,35 %, France hors Mayotte : +2,11 %).
| 1793 | 1800 | 1806 | 1821 | 1831 | 1836 | 1841 | 1846 | 1851 |
| ---- | ---- | ---- | ---- | ---- | ---- | ---- | ---- | ---- |
| 260  | 282  | 342  | 283  | 330  | 346  | 357  | 326  | 372  |

| 1856 | 1861 | 1866 | 1872 | 1876 | 1881 | 1886 | 1891 | 1896 |
| ---- | ---- | ---- | ---- | ---- | ---- | ---- | ---- | ---- |
| 343  | 341  | 348  | 325  | 340  | 314  | 301  | 341  | 317  |

| 1901 | 1906 | 1911 | 1921 | 1926 | 1931 | 1936 | 1946 | 1954 |
| ---- | ---- | ---- | ---- | ---- | ---- | ---- | ---- | ---- |
| 343  | 343  | 310  | 273  | 283  | 260  | 271  | 279  | 320  |

| 1962 | 1968 | 1975 | 1982 | 1990 | 1999 | 2006 | 2011 | 2016 |
| ---- | ---- | ---- | ---- | ---- | ---- | ---- | ---- | ---- |
| 324  | 280  | 277  | 274  | 281  | 294  | 282  | 267  | 264  |

| 2021 | 2022 | - | - | - | - | - | - | - |
| ---- | ---- | - | - | - | - | - | - | - |
| 263  | 261  | - | - | - | - | - | - | - |

### Enseignement
Pour l'enseignement primaire, les communes de Melleville, Millebosc, Longroy et Guerville sont associées au sein d'un regroupement pédagogique intercommunal (RPI) dont les finances sont gérées par le syndicat à vocation scolaire (Sivos) de la Forêt.
L'école ferme en juin 2023 pour permettre le maintien des cinq classes du RPI basées à Guerville et Longroy.

## Culture locale et patrimoine

### Lieux et monuments
- L'église Saint-Martin date des XVIe siècle, XVIIe et XIXe siècles. L'église et le cimetière de Melleville forment un petit îlot isolé au bord du chemin qui mène à Villy. Elle est construite sur un plan rectangulaire aux XVIe et XVIIe siècles. Elle doit sa forme actuelle de croix latine à l'addition de deux chapelles. Celle orientée au nord, dédiée à la Conception de la Vierge, est élevée par la famille Boissel vers 1678. Elle est construite en briques mêlées d'assises de moellons de craie. La chapelle Saint-Joseph, au sud, date de 1873. La nef est construite en pierre calcaire au XVIIe siècle[23].

Depuis la Révolution, il ne reste plus que deux cloches sur les trois. L'une porte la date de 1526 et fut surnommée Michele par l'abbé du Tréport.
Dans le chœur contre la chapelle du sud, une inscription commémorative d'une fondation (1548) est placée en hauteur. Sous le pavé du sanctuaire se trouve un caveau, aujourd'hui masqué, où l'on inhumait les seigneurs patrons de l'église.
Le retable de style Louis XIV date de 1749, il encadre une toile de Deshayes représentant la Vierge qui tend dans sa main le saint rosaire à deux religieux.
- Ancienne motte castrale, en face de l'église[24].
- On note un château en brique, sans grand caractère. Il en subsiste également le porche, en brique également, assez curieux.
- Melleville était réputée pour la qualité de son jeu de la balle au tamis[25] et remporta plusieurs fois les compétitions locales.

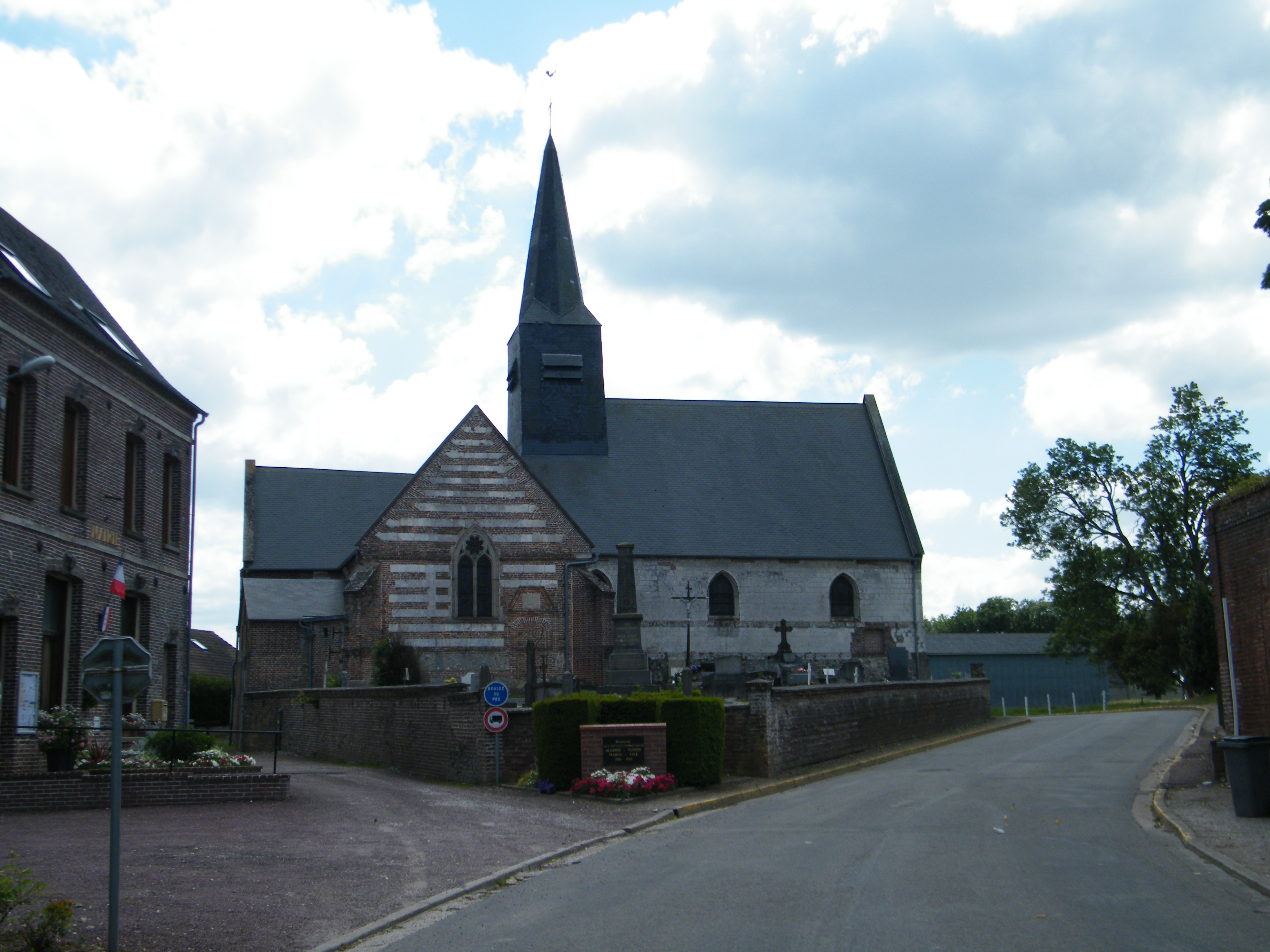
Saint-Martin.
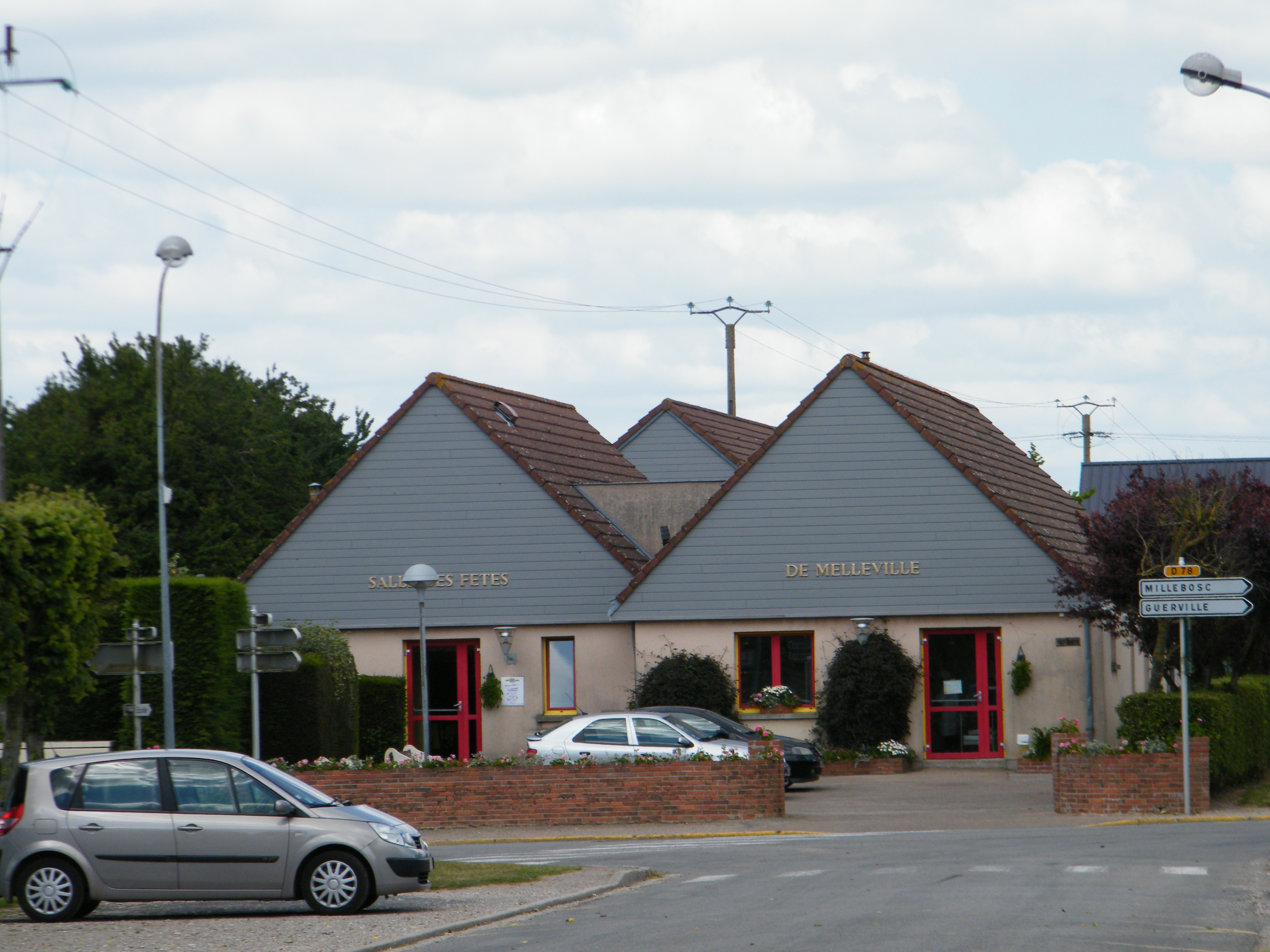
Salle communale.
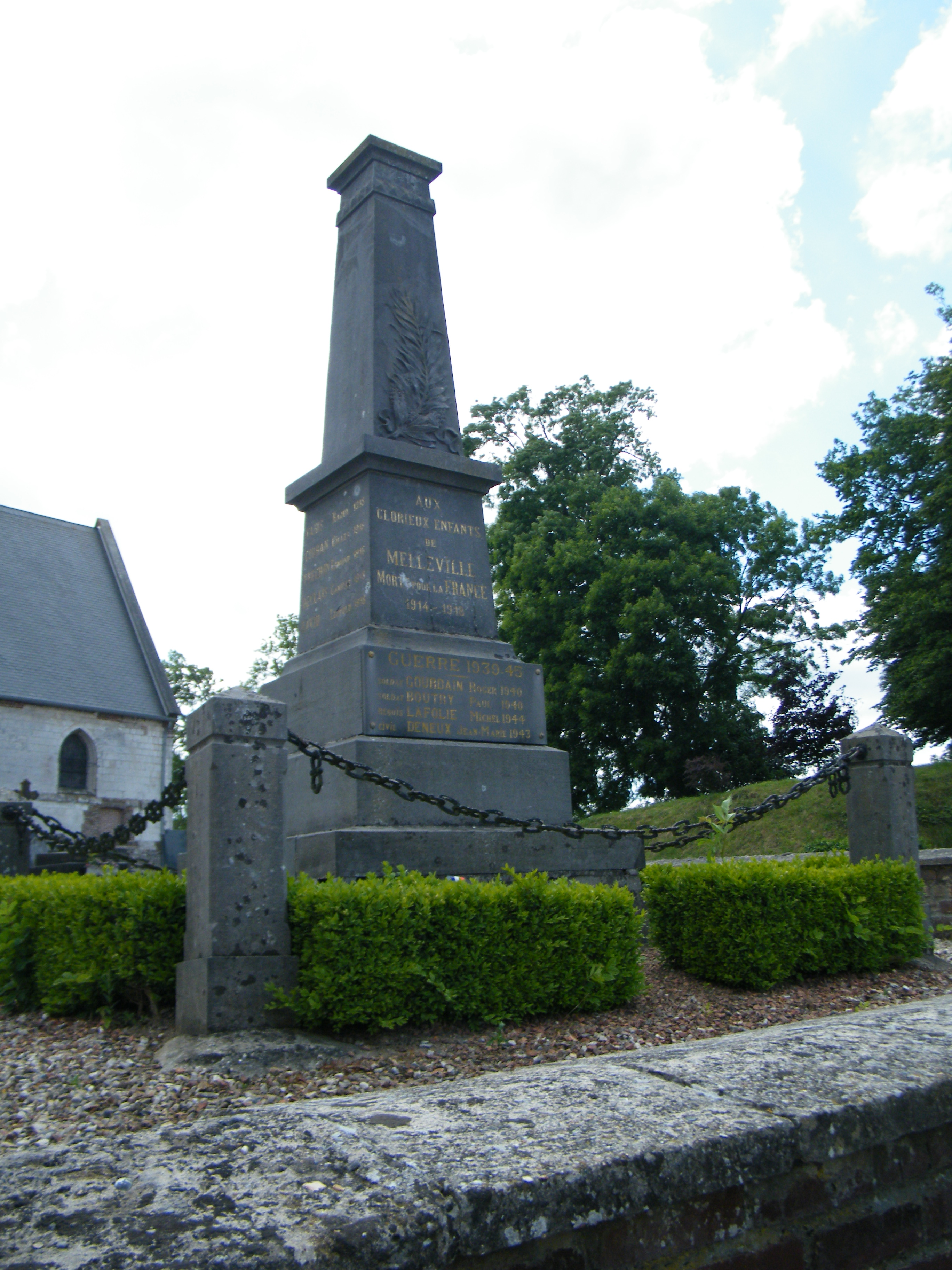
Monument aux morts.
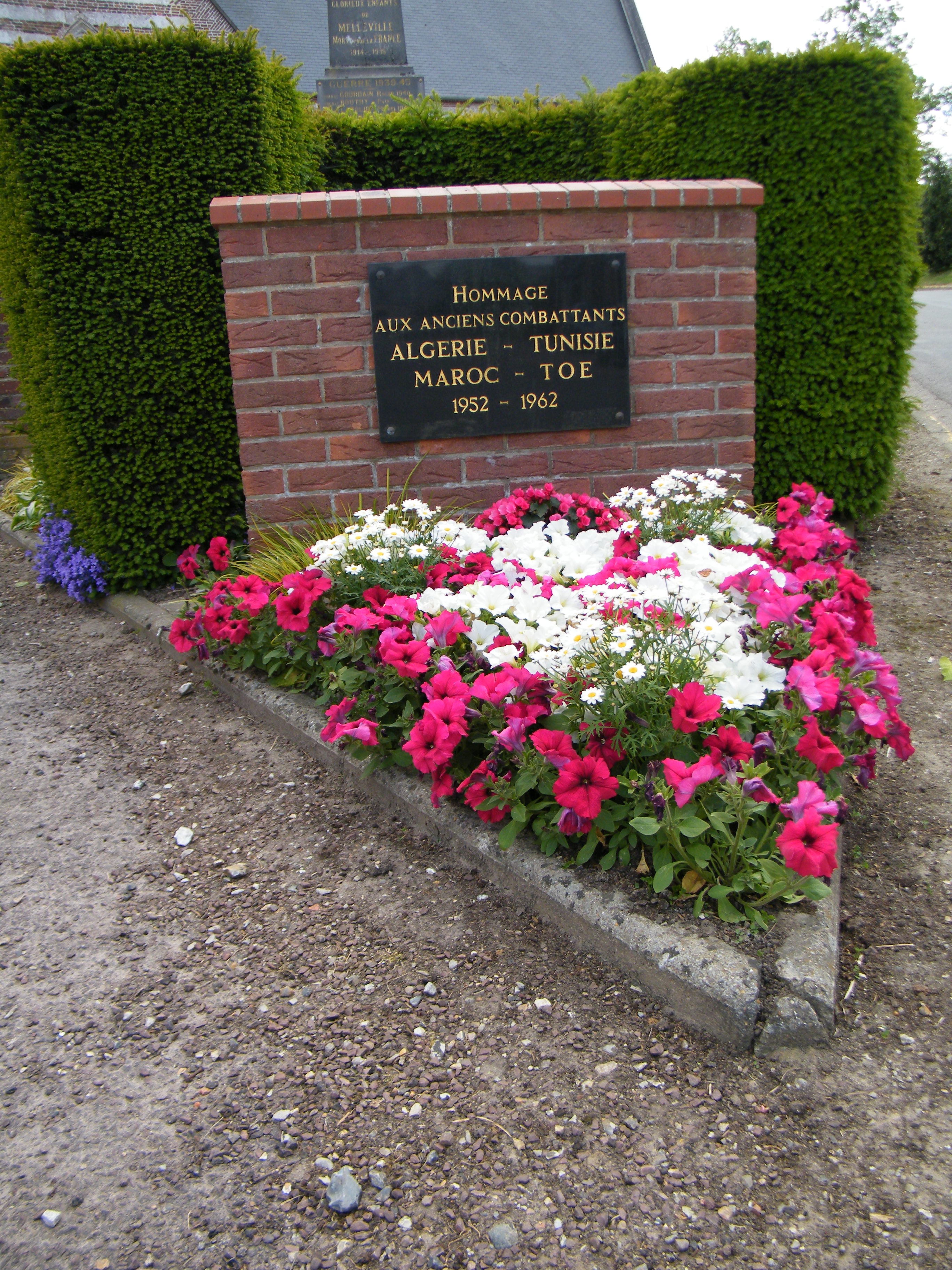
Hommage aux CATM.
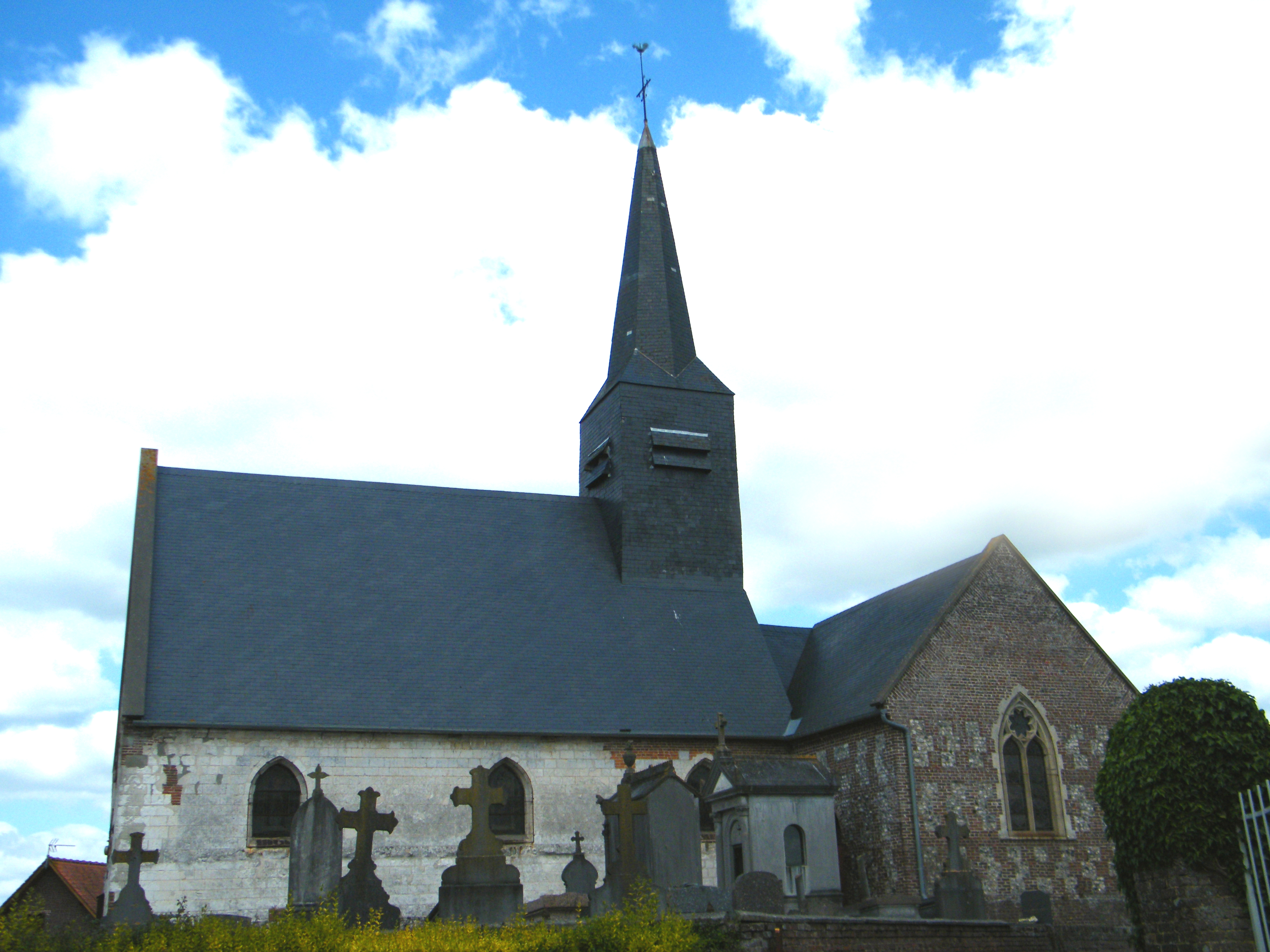
Autre vue de l'église.
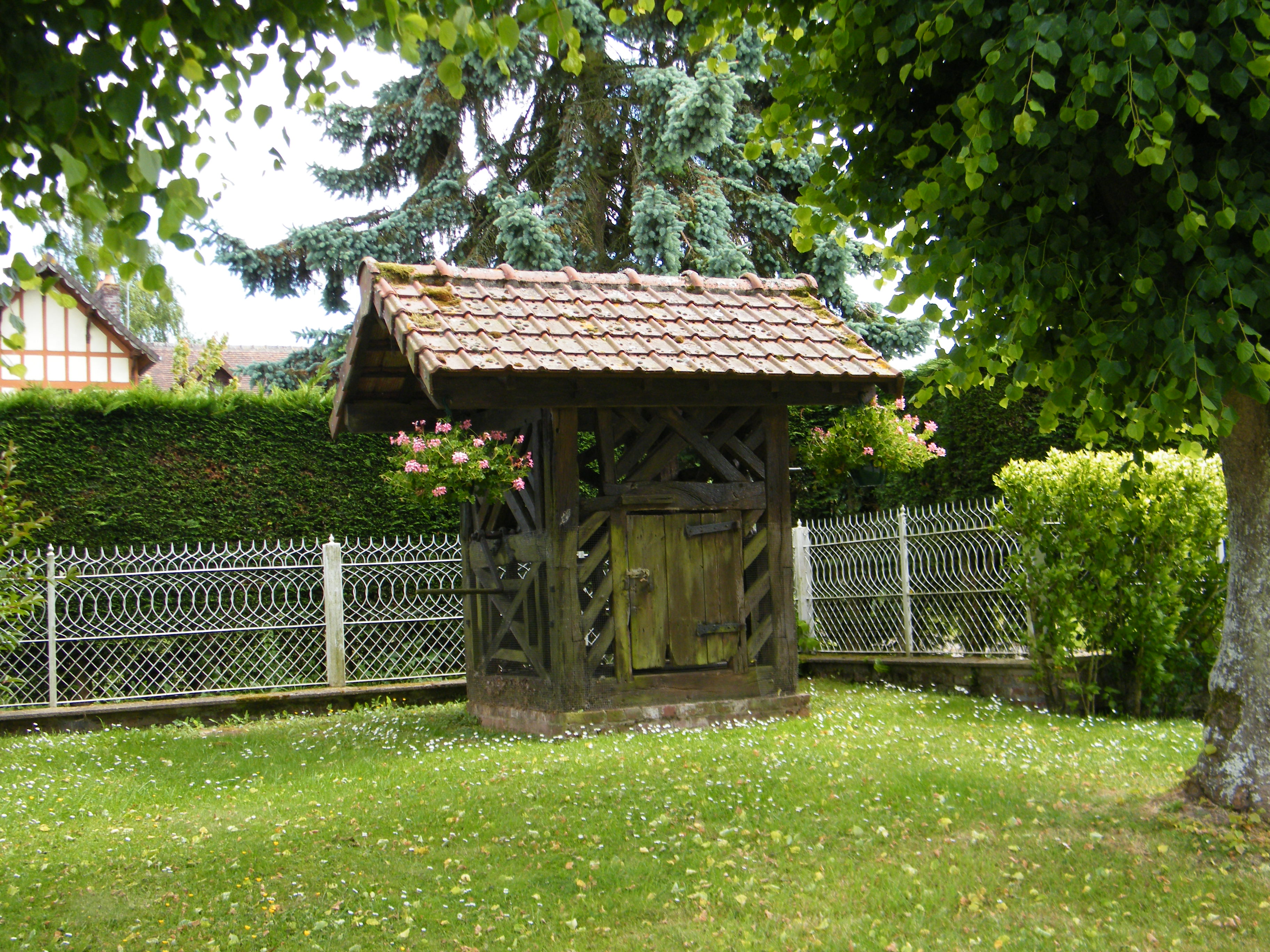
Puits patrimonial.

### Héraldique
| Armes de Melleville | Les armes de la commune de Melleville se blasonnent ainsi : Deux écus accolés : 1) Écartelé : aux 1er et 4e d'azur à la bande d’argent chargée de trois hérons en vol de sable, aux 2e et 3e d'azur à trois pals d'argent et au chef d'azur chargé d'une bande d'argent. 2) D'azur semé de billettes d'argent au lion du même. Création Patrice Gourdain et Denis Joulain, adoptée le 11 mars 2014. |

### Personnalités liées à la commune
- Le chanoine Elphège Vacandard[26], né le 10 avril 1849 à Melleville, auteur de nombreuses vies de saints, et particulièrement de celle de saint Bernard de Clairvaux.
- Jean Vacandard, instituteur, auteur d'un glossaire picard en Normandie (1964, collection de la Société de Linguistique Picarde) et d'une histoire du village.